# 茲米特尼夫
51°34′49″N 32°43′10″E / 51.58028°N 32.71944°E
茲米特尼夫（烏克蘭語：Змітнів），是烏克蘭北部的村莊，隸屬切爾尼希夫州的科留基夫卡區。該村始建於1552年，面積3.07平方公里，海拔高度128米，2001年人口667，人口密度每平方公里217.3人。